# Lampe (elektrisk)
|  | Flytteforslag Denne side er foreslået flyttet til elektrisk pære. Klik her for at se flytteforslaget. |

|  | Flytteforslag Denne side er foreslået flyttet til elektrisk lyspære. Klik her for at se flytteforslaget. |

En elektrisk lampe er en udskiftelig lampekomponent som f.eks. en glødelampe, kompaktlysstofrør eller diodelampe, der er designet til at producere lys fra elektricitet.
Disse komponenter har sædvanligvis en basis af keramik, metal, glas og/eller plast, som laver to elektriske forbindelser mellem lampens armatur og lampefatningen. Disse forbindelser kan laves med en skruelinje basis, to metalpinde, to metalfatninger – eller en bayonet-fatning. Lampeudskiftning er udskiftningen af den udskiftelige lampe i belysningsarmaturet.

## Lampekredsløbssymboler
I kredsløbsdiagrammer repræsenteres lamper normalt som symboler. Der er to hovedtyper af symboler – disse er:
- Kryds i cirklen, som typisk repræsenterer en indikatorlampe.
- Den halve indbuede cirkel i en cirkel, som typisk repræsenterer en lampe som lys eller belysning.